# Diadophis punctatus
Genre
Espèce
Synonymes
- Coluber punctatus Linnaeus, 1766
- Natrix edwardsii Merrem, 1820
- Diadophis amabilis Baird & Girard, 1853
- Diadophis pulchellus Baird & Girard, 1853
- Diadophis regalis Baird & Girard, 1853
- Diadophis arnyi Kennicott, 1859
- Diadophis laetus Jan, 1863
- Diadophis modestus Bocourt, 1886
- Diadophis punctatus, var. dougesii Villada, 1875
- Diadophis regalis arizonae Blanchard, 1923
- Diadophis amabilis occidentalis Blanchard, 1923
- Diadophis amabilis similis Blanchard, 1923
- Diadophis amabilis vandenburgii Blanchard, 1923
- Diadophis anthonyi Van Denburgh & Slevin, 1923
- Diadophis punctatus anthonyi Van Denburgh & Slevin, 1923

Statut de conservation UICN

 LC  : Préoccupation mineure
Diadophis punctatus, la Couleuvre à collier américaine, unique représentant du genre Diadophis, est une espèce de serpents de la famille des Dipsadidae.

## Répartition
Cette espèce se rencontre au Mexique, aux États-Unis et dans le sud-est du Canada. 

## Description

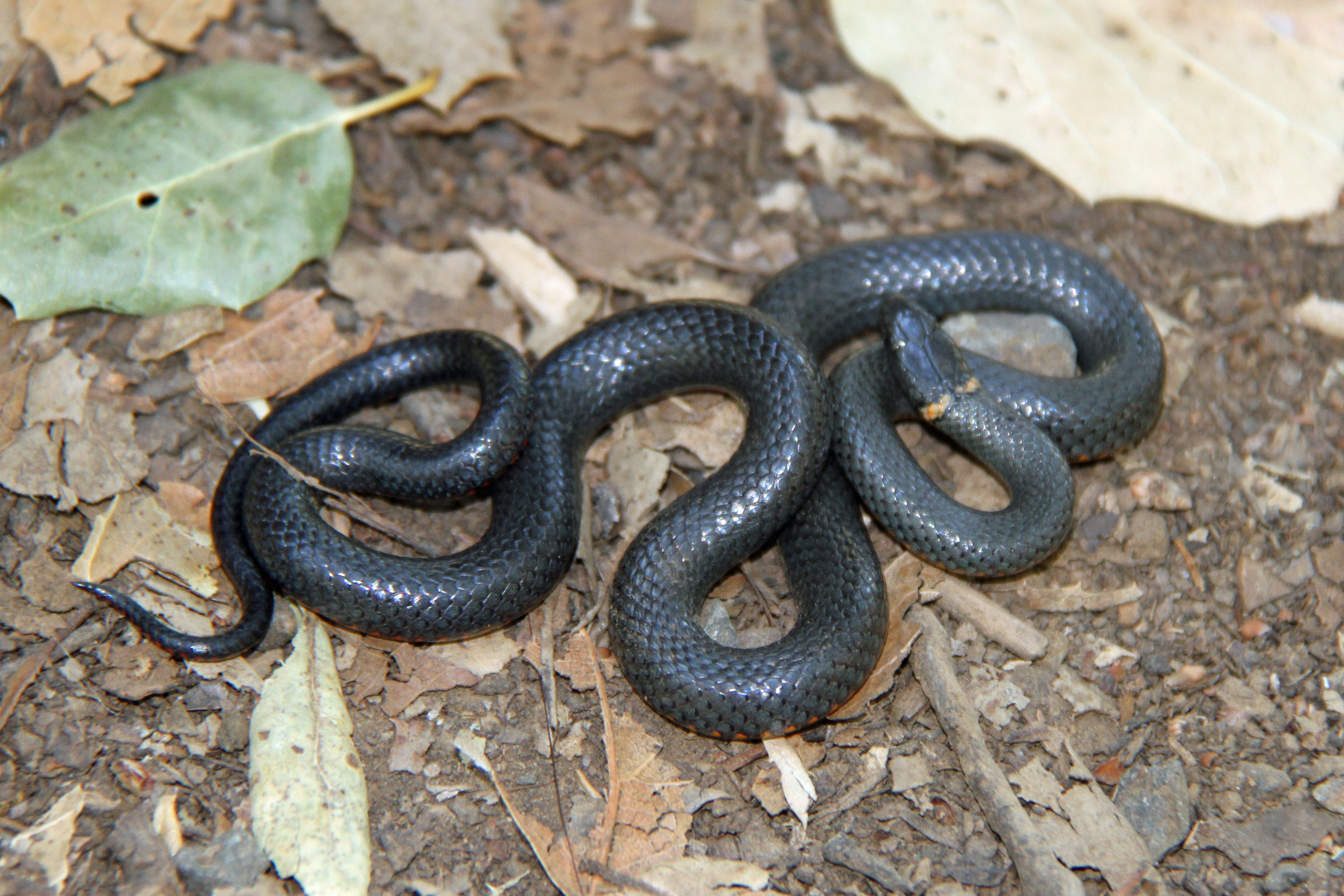
Diadophis punctatus.

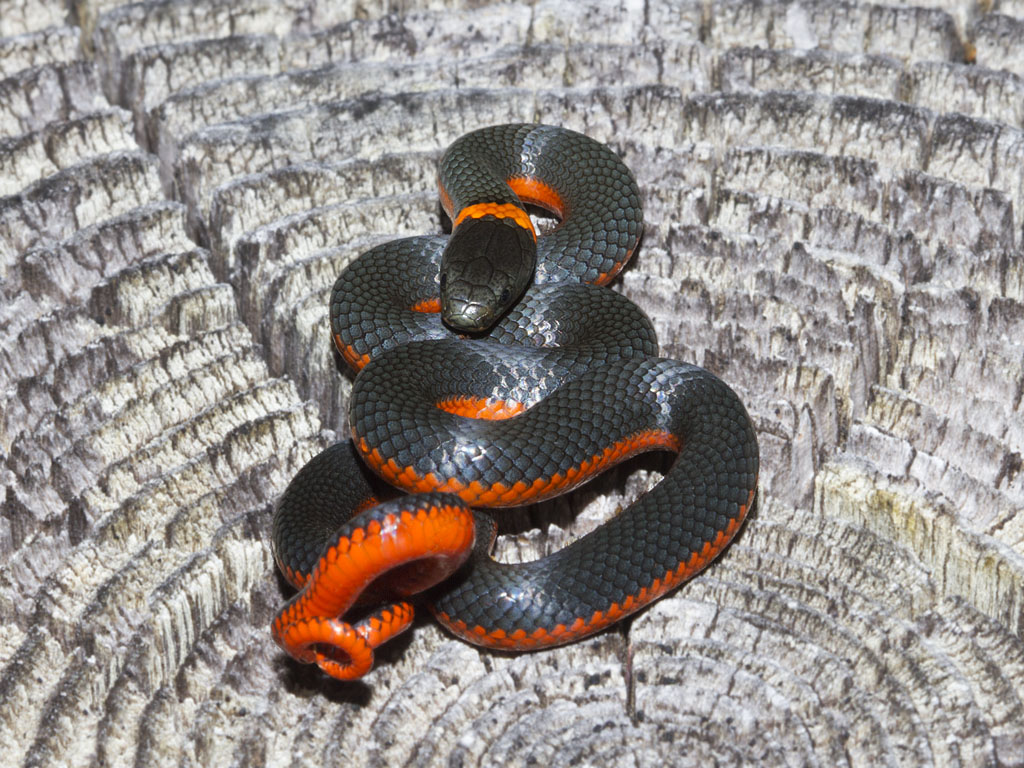
Diadophis punctatus occidentalis.

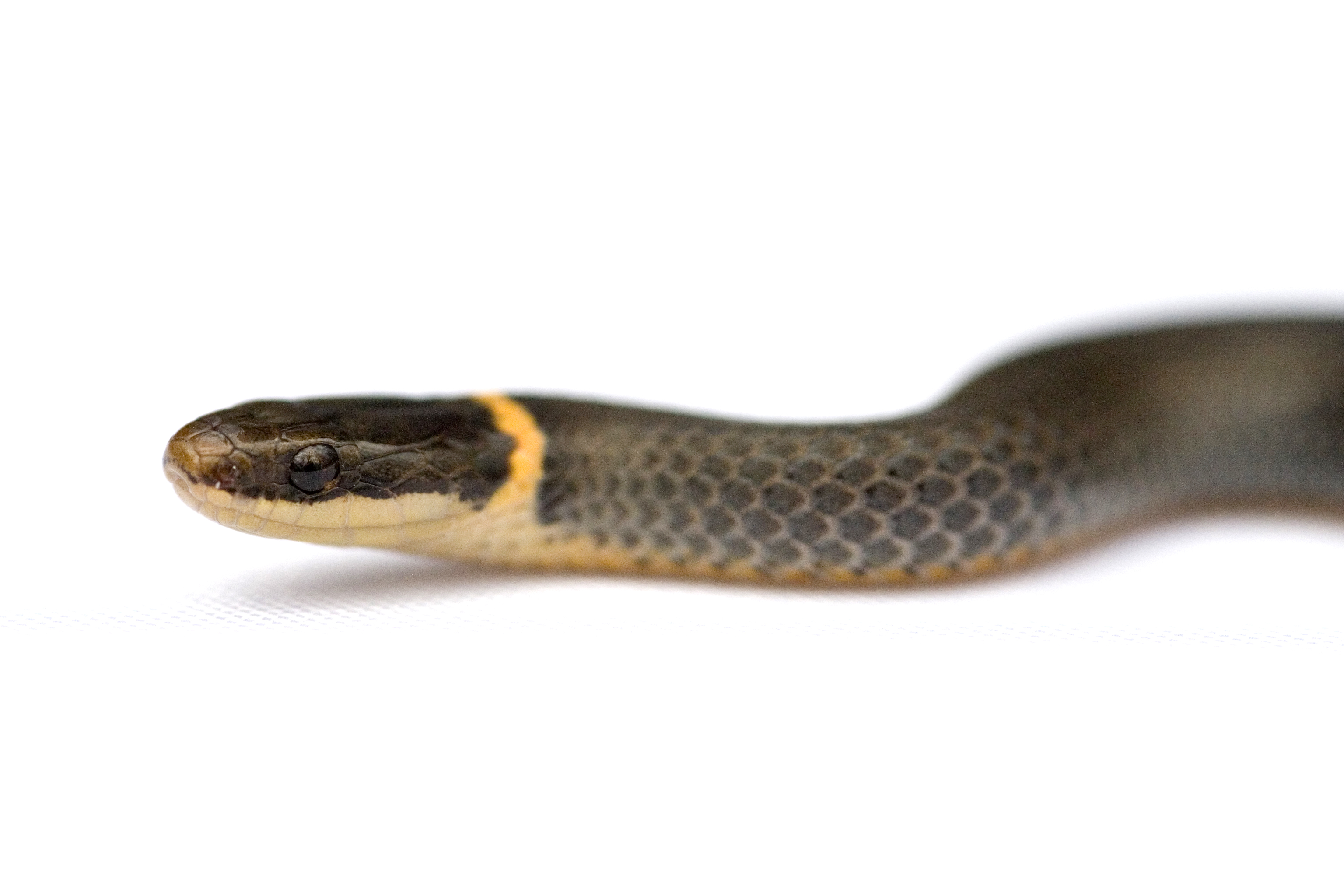
Diadophis punctatus.

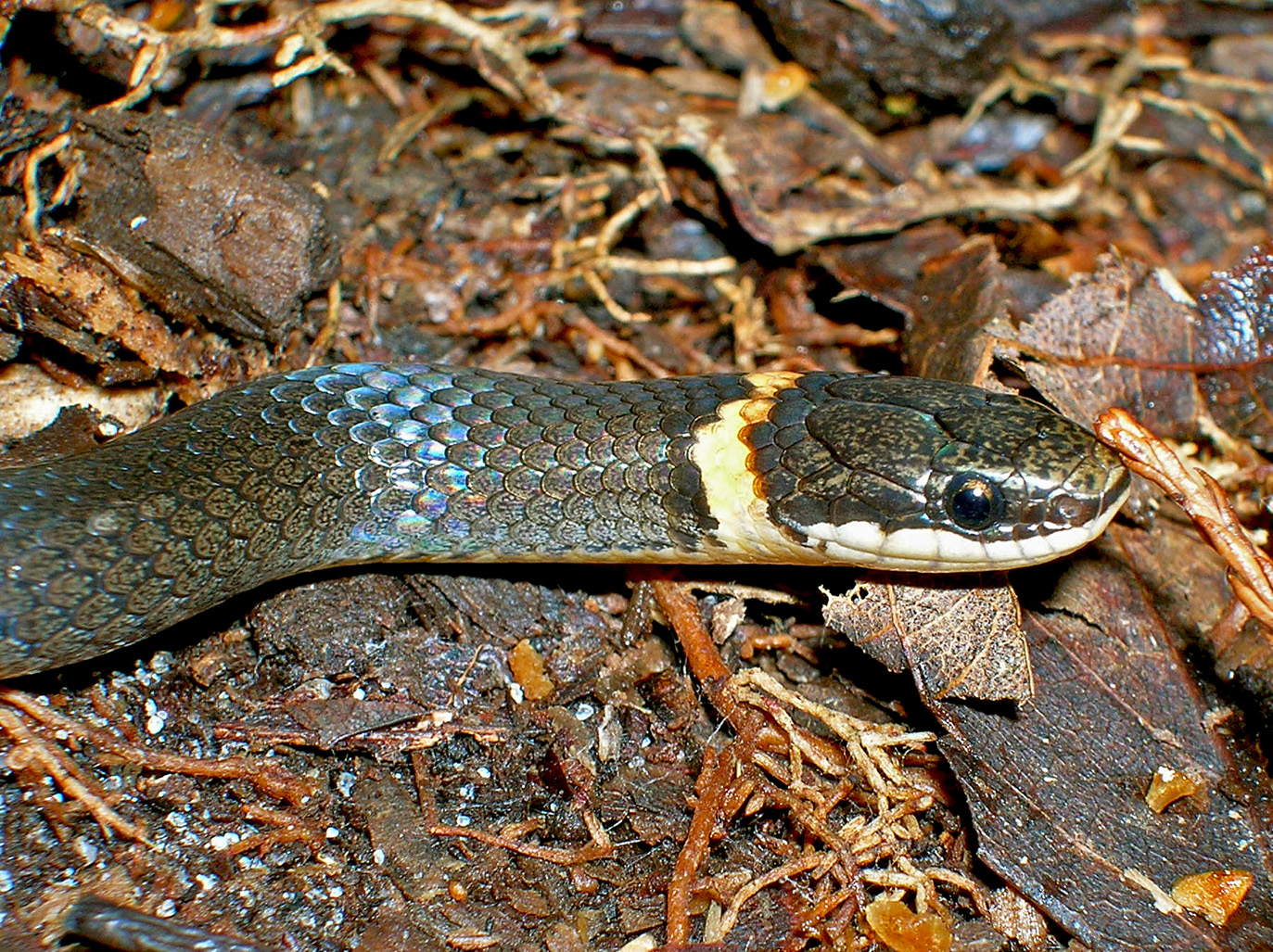
Diadophis punctatus punctatus.

Elle peut atteindre 25 à 35 cm de long en moyenne. La couleur de son corps varie du gris au noir, avec un collier jaune vif qui lui donne son nom. Son ventre est jaune ou orange. 
La femelle cache ses œufs blancs tirant sur le jaune dans un lieu humide. Souvent plusieurs femelles pondent leurs œufs au même endroit. 
La couleuvre à collier se nourrit soit de petits poissons, de grenouilles, d'oiseaux et autres… ce qui en fait un carnivore[Information douteuse], soit d'insectes ce qui en fait un insectivore.
La couleuvre à collier possède des écailles lisses et une plaque anale divisée. Cette espèce est ovipare.

## Liste des sous-espèces
Selon The Reptile Database (30 août 2013) :
- Diadophis punctatus acricus Paulson, 1966
- Diadophis punctatus amabilis Baird & Girard, 1853
- Diadophis punctatus arnyi Kennicott, 1859
- Diadophis punctatus dugesii Villada, 1875
- Diadophis punctatus edwardsii (Merrem, 1820)
- Diadophis punctatus modestus Bocourt, 1886
- Diadophis punctatus occidentalis Blanchard, 1923
- Diadophis punctatus pulchellus Baird & Girard, 1853
- Diadophis punctatus punctatus (Linnaeus, 1766)
- Diadophis punctatus regalis Baird & Girard, 1853
- Diadophis punctatus similis Blanchard, 1923
- Diadophis punctatus stictogenys Cope, 1860
- Diadophis punctatus vandenburgii Blanchard, 1923

## Publications originales
- Baird & Girard, 1853 : Catalogue of North American Reptiles in the Museum of the Smithsonian Institution. Part 1. Serpents. Smithsonian Institution, Washington, p. 1-172 (texte intégral).
- Blanchard, 1923 : Comments on ring-neck snakes (Genus Diadophis), with diagnoses of new forms. Occasional Papers of the Museum of Zoology, University of Michigan, no 142, p. 1-9 (texte intégral).
- Bocourt, 1886 : Études sur les reptiles. Recherches Zoologiques pour servir a l'Histoire de la Faune de l'Amérique Centrale et du Mexique, Mission Scientifique au Mexique et dans l'Amérique, Imprimerie Impériale, Paris, vol. 3, p. 1-1012.
- Cope, 1860 : Catalogue of the Colubridae in the Museum of the Academy of Natural Sciences of Philadelphia, with notes and descriptions of new species. Part 2. Proceedings of the Academy of Natural Sciences of Philadelphia, vol. 12, p. 241-266 (texte intégral).
- Kennicott, 1859 : Notes on coluber calligaster of Say, and a description of a new species of Serpents in the collection of the north Western University of Evanston, ill.. Proceedings of the Academy of Natural Sciences of Philadelphia, vol. 11, p. 98-100 (texte intégral).
- Linnaeus, 1766 : Systema naturae per regna tria naturae, secundum classes, ordines, genera, species, cum characteribus, differentiis, synonymis, locis, Tomus I. Editio duodecima, reformata. Laurentii Salvii, Stockholm, Holmiae, p. 1-532 (texte intégral).
- Merrem, 1820 : Versuch eines Systems der Amphibien I (Tentamen Systematis Amphibiorum). J. C. Krieger, Marburg, p. 1-191 (texte intégral).
- Paulson 1966 : Variation in some snakes from the Florida Keys. Quarterly Journal of the Florida Academy of Sciences, vol. 29, no 4, p. 295-308 (texte intégral).
- Van Denburgh & Slevin, 1923 : Preliminary diagnoses of four new snakes from Lower California, Mexico. Proceedings of the California Academy of Sciences, sér. 4, vol. 13, no 1, p. 1-2 (texte intégral).
- Villada, 1875 : El Diadophis punctatus, var. Dougesii. La Naturaleza, vol. 3, p. 226-230 (texte intégral).